# Trondhjemit
Der Trondhjemit (selten auch Trondheimit) ist ein magmatisches Gestein aus der Gruppe der Plutonite. Der Name wurde 1916 von Victor Moritz Goldschmidt nach einem Vorkommen nahe der Stadt Trondheim eingeführt und bezeichnet eine helle Varietät der Tonalite.

## Zusammensetzung

Im Q-A-P-F-Diagramm liegen die Trondhjemite im gleichen Feld wie die Tonalite.

Hauptbestandteile sind Quarz und Oligoklas aus der Mischreihe der Plagioklase. Der Gehalt an dunklen Bestandteilen ist generell gering; Biotit und etwas Hornblende sowie Augit kommen am häufigsten vor. Charakteristisch ist der Gehalt an idiomorphen Titanit-Kristallen, deren Anteil am Gesamtgestein bis zu 1 % betragen kann. Als weitere akzessorische Bestandteile können Apatit, Orthit, Magnetit und Zirkon enthalten sein.

## Bildung und Vorkommen
Das Gestein kommt weltweit vor allem in den archaischen Kratonen, meist in metamorph überprägter Form vor. Trondhjemite bilden sich zusammen mit Tonaliten und Granodioriten bei der Aufschmelzung basaltischer Kruste in Subduktionszonen und bilden die sogenannten TTG(Trondhjemit-Tonalit-Granodiorit)-Komplexe, die oft die ältesten Bestandteile der Kratone ausmachen.

## Typen von Trondhjemiten
- Tolga bei Tolga in Norwegen